# Rough EP
Rough, più noto come Torino è la mia città, è il primo ed unico EP del gruppo musicale Oi! torinese Rough, registrato nel febbraio 1982 con la produzione esecutiva di Giulio Tedeschi per l'etichetta discografica indipendente Meccano Records.

## Brani

### Lato A
1. Torino è la mia città
2. No mai

### Lato B
1. Riot In the Street
2. Abuse of Power